# Agamemnon

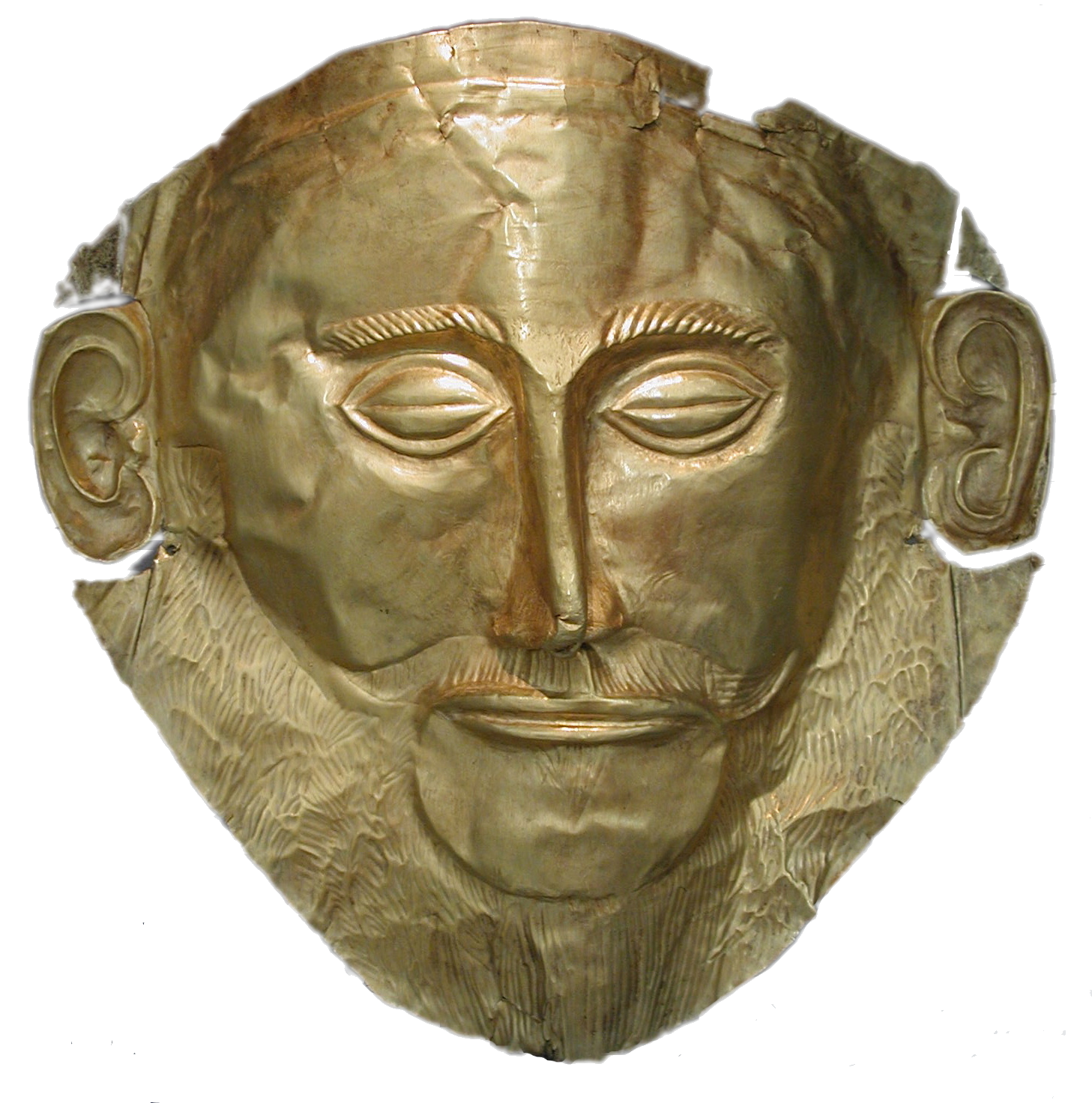
"Agamemnons dödsmask" – Masken är daterad till 1500-talet f.Kr och föregår därmed Agamemnons förmodade tid varför den inte tros vara en verklig avbildning.

Agamemnon är en sagokung i grekisk mytologi som rådde i Mykene omkring 1200 före Kristus, tidigast belagd i Iliaden (700 f.Kr. eller senare). Såsom Greklands mäktigaste konung var han självskriven ledare för härnadståget till Troja. Hans övermod mot Akilles höll på att bringa  hans krigares undergång. Vid hemkomsten mördades han försåtligt av sin maka, Klytaimestra och hennes älskare, Aigisthos. Agamemnons öde utgör ämnet för Aischylos drama ”Agamemnon”.

## Familj och tidigt liv
Agamemnon var son till kung Atreus och drottning Aërope av Mykene. Hans bror var  Menelaos, kung av Sparta. Agamemnon var gift med prinsessan Klytaimnestra av Sparta och de hade tre barn, Orestes, Elektra och Ifigenia. Agamemnon och Menelaos blev som unga fördrivna från Mykene av farbrodern Thyestes, som blivit kung av Mykene, och flydde till Sparta, där de gifte sig med  kung Tyndareos döttrar: Agamemnon med Klytaimnestra, Menelaos med Helena. Därpå fördrev de Thyestes och Agamemnon blev nu konung i Mykene, och Menelaos tog Sparta i arv. 
Agamemnon tillhörde den så kallad "Atreiska släkten", syftande på hans far. Denna släkt sades spåras tillbaka till den mytiska kungen Tantalos och hans son Pelops. Enligt myten var Tantalos son till Zeus och kungen av Mykene, varav han bjöd in gudarna på middag och bröt mot reglerna av gästfrihet, xenia. Detta gjordes antingen genom att distrahera gudarna med middag för att sedan stjäla deras gudomliga mat, nektar och ambrosia, eller genom att mörda sin son Pelops för att sedan bjuda gudarna på köttet. Att bryta mot gästfrihet ansågs vara ett av de värsta brotten som kunde begås i grekisk kultur, särskilt då Zeus ansågs vara guden av gästfrihet. Som straff fördes Tantalos ner i underjorden, där han placerades i en lågt vatten under ett fruktträd. Var gång han försökte dricka sjönk vattnet undan och var gång han försökte äta av frukten kunde han inte nå. Sonen Pelops, efter blivit återupplivad av gudarna, blev den nya kungen av Mykene. Pelops ansågs vara en bra kung, varav den grekiska halvön Peloponnesos är döpt efter honom. 

## Trojanska kriget
Helena av Sparta, hustru till Agamemnons bror Menelaos, ansågs vara den vackraste kvinnan i världen. När hon skulle bli bortgift av sin far friade otaliga grekiska kungar, varav Menelaos blev vald. Dock ansågs hennes skönhet vara lockande nog att friarna svor en ed att skydda henne ifall någon försökte ta henne ifrån Menelaos. Denna ed blev relevant när prins Paris av Troja kidnappade Helena, varav Menelaos och brodern Agamemnon samlade alla grekiska kungar och deras arméer och förklarade krig mot Troja. Han förklarar sig därmed fältherre och överkung av grekerna.
Inför avresan till Troja offrade Agamemnon sin dotter Ifigenia till gudarna, så att dessa skulle ge honom vind i seglen. De nästkommande nio åren av kriget är mestadels okänt då den främst bevarade källan, Iliaden, endast berättar om det tionde och sista året. I Iliaden tar Agamemnon en konkubin, Kryseis, som är dotter till en präst av Apollon vid namn Kryses. Detta orsakar att guden börjar sprida pest bland grekerna, vilket gör att hjälten Akilles kräver att Agamemnon ger tillbaka Kryseis. Agamemnon accepterar med villkoret att Akilles ska ge upp sin egen konkubin Briseis. Detta sårar Akilles ära och han vägrar härefter att strida, vilket blir en enorm förlust för grekerna då han anses vara den mäktigaste krigaren i världen. Under Iliaden strider Agamemnon flertal gånger och beskrivs vara en kapabel och skicklig krigare. Agamemnon är närvarande vid det slutgiltiga intagandet av Troja genom den Trojanska hästen. För att lura trojanerna bygger grekerna en enorm trähäst och agerar kapitulering. I hästen är flertal krigare gömda, som blir intagna i staden då den tas som ett krigsbyte. Därefter förstör de staden från insidan och bränner der den.

## Död
Efter Trojanska kriget återvänder Agamemnon till Mykene med sitt krigsbyte, prinsessan Kassandra av Troja. Vid sin hemkomst mördas både Agamemnon och Kassandra av hans hustru Klytaimnestra och hennes älskare, Aigisthos. Mordet var en hämnd för Agamemnons mord på Ifigenia. Agamemnons död hämnades senare av sonen Orestes, på inrådan av dottern Elektra. Detta återberättas i en trilogi av tragedier vid namn Orestien som skrevs av den antika grekiska författaren Aischylos 458 f.Kr.
Mordet på Agamemnon influerat av hans dotter Elektra har gett namnet till termen Elektrakomplex, myntat av den schweiziske psykiatern C. G. Jung. 

## Historiska och arkeologiska belägg
Det trojanska kriget ansågs av antika greker varit ett verkligt krig som skedde mot slutet av Mykenska perioden (ca 1600-1200 f.Kr.) och kan ha varit ett kulturellt berättande av hur den mykenska kulturen kollapsade. Senare historiker har generellt ansett att Trojanska kriget samt alla individer inblandade var helt påhittade och att staden Troja aldrig fanns. Detta ifrågasattes av den tyska arkeologen Heinrich Schliemann, som hittade ruinerna av både Mykene och Troja på slutet av 1800-talet. Utgrävningar bevisade viss trovärdighet i berättelserna om Trojanska kriget, bland annat  påvisade ett av de stratigrafiska lagren av staden Troja en stor brand.
Schliemann begick dock flertal misstag vid utgrävningarna av Mykene och Troja. Vid analys fann de att Troja hade nio stratigrafiska lager, som sträckte sig så långt bak som 2900. f.Kr. Schliemann identifierade lager två som staden som existerade under Trojanska kriget, vilket moderna forskare anser vara alltför gammalt. Den moderna tolkningen är att lager sju är närmare i tid. 
Under utgrävningen av Mykene påträffades flera guldskatter, bland annat smycken till en kvinna och en dödsmask. Detta ansågs av Schliemann vara drottning Klytaimnestras regalier. Dödsmasken, som hittades 1876, ansågs vara Agamemnons. Detta är dock motbevisat i modern forskning då samtliga guldskatter är daterade till 1500-talet f.Kr., vilket skulle vara ca 300 år äldre än Agamemnon. Det är även ifrågasatt idag ifall masken är autentisk och inte förfalskad, då detaljer i konsthantverket inte stämmer med tidens typiska dödsmasker. Exempelvis avbildas ansiktet med en mustasch men inget skägg, något som aldrig förekom i avbildningar i grekisk kultur. Mustaschen i fråga är även i stilen som var populär under 1800-talet. Under utgrävningarna hittades även ett flertal kupolgravar, varav en av de större ansågs vara Agamemnons. Dock finns det inga arkeologiska belägg som bevisar eller motbevisar detta.